# Ace Records (Vereinigte Staaten)
Ace Records war das erste US-amerikanische Independent-Label, das New Orleans als Hauptstandort aussuchte und ab Mitte der 1950er Jahre überwiegend Rhythm-and-Blues- und Rock-’n’-Roll-Platten veröffentlichte. Zudem wurden von 1958 bis 1961 auf dem Sublabel Vin 30 Singles der gleichen Stilarten veröffentlicht.

## Geschichte

### Gründer und Entstehung
Der Gründer des Labels war Johnny Vincent (eigentlich John Vincent Imbragulio; * 3. Oktober 1925 in Laurel, Mississippi; † 4. Februar 2000 in Jackson (Mississippi)). Nach einigen Jobs als Plattenverkäufer startete er im Jahre 1952 das kurzlebige Label Champion Records, für das er temporär den legendären Arthur “Big Boy” Crudup gewinnen konnte, obwohl dieser noch bei RCA Records unter Vertrag stand. Crudup nahm für das Label sechs Songs auf, von denen I Wonder / My Baby Boogies All the Time unter dem Namen „Arthur Blues Crump & His Guitar“ veröffentlicht wurde, damit RCA der Vertragsbruch verborgen blieb. Noch im selben Jahr wurde Vincent von Specialty Records als für New Orleans zuständigen Musikdirektor angestellt und war dort verantwortlich für einige Produktionen von John Lee Hooker, The Soul Stirrers und Lloyd Price. Im März 1953 kaufte Specialty Records das kleine Champion-Label auf. Vincent brachte Guitar Slim zu Specialty und produzierte erstmals vier Aufnahmen in Cosimo Matassas J&M-Tonstudio in New Orleans, darunter The Things I Used To Do, aufgenommen am 27. Oktober 1953. Durch diesen Song, der es zum Status als Millionenseller brachte und bis zur #1 der R&B-Charts vordrang, wurde Vincents Ruf als Plattenexperte aufgewertet; doch immense Streitigkeiten mit Specialty über Royalties veranlassten ihn, das Label zu verlassen.

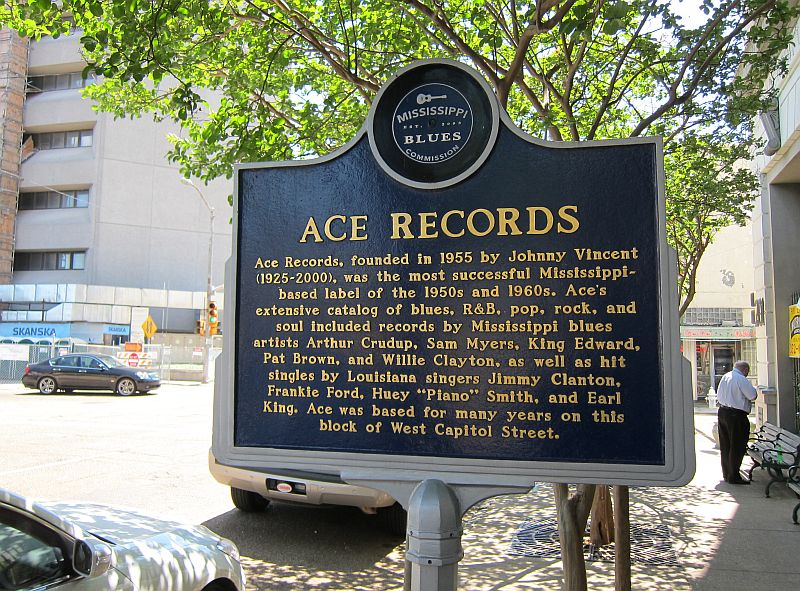
Mississippi-Blues-Trail-Schild am ehemaligen Sitz von Ace Records, West Capitol Street, Jackson, Mississippi

In der Ausgabe des „Cash Box“-Musikmagazins vom 13. August 1955 war dann zu lesen, dass John Vincent das Label Ace Records mit Sitz in Jackson, Mississippi, gegründet habe. Schwerpunkt des Labels jedoch war New Orleans, denn hier wurden die meisten Plattenaufnahmen in Cosimo Matassas J&M-Tonstudio eingepegelt und hier lag das Vertriebszentrum. Der Katalog begann mit Ace 500, registriert für I Got The Blues For You Baby / Shuckin' Stuff mit Al Collins & Orchestra, veröffentlicht im September 1955. Durch die zu riskanten Texte wurde die Platte nicht im Radio gespielt und brachte kaum Umsätze. In Orchester von Collins spielte der aus New Orleans stammende Pianist Eddie Bocage, der als Little Bo & Orchestra im J&M-Studio am 27. Mai 1955 Baby / So Glad (Ace 501) aufnahm. Hitparaden- und Verkaufserfolge waren auch hier noch nicht zu vermelden. Der nationale Durchbruch kam mit Earl King, dessen 2-taktiger Blues Those Lonely Lonely Nights / I Had A Dream (Ace 509) im August 1955 ausnahmsweise in Jackson aufgenommen wurde, die # 7 der R&B-Charts erreichte und 250.000 Platten umsetzte. Den Gewinn von US $ 10.000 aus diesem Plattenumsatz investierte Vincent in die Akquisition von Mac Rebennack (jetzt Dr. John), einem Pianisten aus New Orleans, der bei Ace ab 1956 hauptamtlich als Produzent eingesetzt wurde. Auf der Suche nach weiteren Interpreten stieß Vincent schließlich auf Huey „Piano“ Smith & The Rhythm Aces, die unter Katalog # Ace 521 Everybody’s Whalin' , aufgenommen im September 1956 wiederum in Cosimo Matassas berühmten Studio, herausbrachten. Genau genommen war das jedoch nicht Hueys erste Aufnahme: auf der B-Seite von Eddie Bo I’m So Tired / We Like Mambo (Ace 515) ist er, tituliert als Eddie Bo, zu hören.

### Erster Millionenseller

Huey 'Piano' Smith – Don't You Just Know It

Matassas Studio und Hausband wurden von nun an integraler Bestandteil des Erfolges von Ace. Mit einer Ausnahme: Der erste Millionenseller des Labels, wiederum von Huey 'Piano' Smith, Rockin’ Pneumonia And The Boogie Woogie Flu, komponiert übrigens von Smith und Johnny Vincent, wurde in Jackson aufgenommen. Die Instrumentalversion erhielt noch eine Textfassung, die zur B-Seite von Ace 530 im Juli 1957 deklariert wurde. Allerdings entwickelte sich unerwartet diese Vokalversion des Songs zum Millionenseller, der sich gleichzeitig als Crossover durchsetzte (#7 R&B, #52 Pop-Charts). Damit war Ace auch erstmals in den „weißen“ Pop-Charts vertreten. Ein Jahr später kam mit High Blood Pressure / Don’t You Just Know It (Ace 545) im Juli 1958, wiederum von Huey „Piano“ Smith & His Clowns, der größte Hit des Labelgeschichte heraus. Der Song wurde über 2 Millionen Mal verkauft und erreichte #9 der Pop-Charts (#4 R&B). Das kam nicht von ungefähr, denn mit seinen Background-Sängern besaß Huey Smith das seltene Glück, dass diese Sänger die Aufnahmesessions so beherrschten wie die Musiker. Für Vincent steigerte sich der Call-and-Response-Stil des Background-Chores während dieser Aufnahme in phänomenaler Weise. Ende 1960 hatte Vincent jedoch das Interesse an der Formation nach einigen Flops verloren, und Huey „Piano“ Smith wechselte zu Imperial Records. Hier blieb der Erfolg völlig aus, und Imperial entließ die Gruppe aus ihrem laufenden Plattenvertrag, als plötzlich Ace Records im Februar 1962 Pop Eye / Scald-Dog (Ace 649) herausbrachte. Es handelte sich um eine Aufnahme aus früheren Beständen mit Curley Moore als Leadstimme und wiederum komponiert von Smith. Damit hatte Smith die berühmte, Spinat essende Seemanns-Figur Popeye aus der gleichnamigen Cartoon-Serie aufgegriffen und lieferte – ungewollt – den Song für den gerade modernen gleichnamigen Tanz.

### Weitere Millionenseller
In der Zwischenzeit war bei Ace viel passiert. Das Label hatte im September 1957 mit dem weißen Jimmy Clanton einen Plattenvertrag abgeschlossen, nachdem Matassa aufgrund guter Studioproben überzeugt war und zum Vertrag gedrängt hatte. Vincent war zunächst hingegen nicht begeistert, veröffentlichte dann aber Clantons erste Single I Trusted You / That's You, Baby (Ace 537, November 1957). Sie fiel durch, wie es der Plattenboss vorhergesehen hatte. Aber Matassa kümmerte sich intensiv um den jungen Mann, und Just A Dream / You Aim To Please (Ace 546) als Jimmy Clanton & His Rockets, veröffentlicht im Juli 1958 und in der Kooperation von Clanton mit Matassa komponiert, wurde zum Erfolg. Die # 4 in den Pop-Charts entwickelte sich zum Millionenseller. Damit hatte Ace seinen ersten weißen Teenstar und konnte mit anderen Labels mithalten (Fabian, Frankie Avalon und Bobby Rydell erfüllten diese Rolle für konkurrierende Labels). Fachwelt und Konsumenten schätzten den Song offenbar mit der Studioband Matassas (Huey Smith, Earl King, Lee Allen) und der intensiven Stimme als „schwarz“ ein und brachten ihn damit auf #1 R&B. Just a Dream, die nachfolgende Go, Jimmy Go (# 5 Pop, Dezember 1959) und Venus in Blue Jeans (komponiert von Neil Sedaka, # 7 Pop-Charts, August 1962) brachten dem Label je eine Goldene Schallplatte ein.

Frankie Ford – Sea Cruise

Vincent war nun daran interessiert, ein weiteres weißes Teenidol für seinen ausschließlich mit schwarzen Interpreten besetzten Katalog zu finden. Da kam der gelernte Sänger und Tänzer Frankie Ford gerade recht. Routinemäßig brachte Vincent ihn in Matassas Studio, wo Cheatin' Woman / The Last One To Cry (Ace 549) eingespielt wurde. Dem nur regionalen Hit folgte dann ein Millionenseller: Sea Cruise / Roberta (Ace 554) war auf seltsame Art zustande gekommen. Sea Cruise war ursprünglich ein 1958 von Huey „Piano“ Smith aufgenommener und komponierter Song mit der indisponierten Leadstimme von Bobby Marchan und verschwand deshalb zunächst in den Archiven von Ace für 7 Monate. Für Frankie Ford wurde der Instrumentalteil mit einem Overdubbing von Fords Stimme, die durch eine leicht schneller abgespielte Stimmspur geringfügig erhöht worden war, versehen. Außerdem wurde die Tonspur mit Meeresrauschen sowie einer Schiffs- und Nebelglocke angereichert. Die so im März 1959 zusammengemischte Aufnahme vermittelte atmosphärische Authentizität, denn der Mardi Gras-infizierte Rhythmus avancierte im April 1959 zu einem weiteren Hit für Ace Records (# 11 R&B, #14 Pop).
Zu jener Zeit wurde deutlich, dass der Label-Katalog zu dünn besetzt war, um hieraus regelmäßig ein hohes Niveau von Hits zu entwickeln. Das erkannte auch Vincent: „Wir hatten einfach nicht die Kapazitäten, so viele Titel zu veröffentlichen, um eine konstante Anzahl von Hits zu erzielen“.

### Sublabel Vin Records
Johnny Vincent veröffentlichte von 1958 bis 1961 auf dem Sublabel „Vin“ 30 Singles. Die Künstler entsprachen zum größten Teil jenen des Hauptkatalogs. Damit konnten weitere Aufnahmen mit diesen auf den Markt gebracht werden. Die erste Veröffentlichung erfolgte 1958 mit „Vin 1000“ von „Huey & Jerry“ „Little Chickee Wah Wah“ / „I Think You're Jiving Me“. „Huey & Jerry“ waren Huey „Piano“ Smith & The Rhythm Aces & Gerri Hall. Ob 1961 die 31. Single „Vin 1030“ „Heartbreak Hotel“ von Jimmy Clanton tatsächlich jemals veröffentlicht wurde, ist bisher nicht nachgewiesen.

### Kooperation mit Vee-Jay Records
Im Juli 1962 wurde deshalb ein Werbe- und Vertriebsvertrag mit dem wesentlich größeren Label Vee Jay Records abgeschlossen, der mit Clanton’s Venus in Blue Jeans vielversprechend begann. Der Vertrag garantierte Vincent eine Summe von $ 500.000 pro Jahr bei fünf Jahren Laufzeit. Damit konnte sich Ace vollständig auf Talentsuche und Produktion von Schallplatten konzentrieren, während Vee-Jay sein Vertriebsnetz zur Verfügung stellte. Hieraus entstand jedoch ein großes Risiko: Ace hatte keine Einnahmenhoheit mehr, konnte über Plattenumsätze nicht mehr selbst Buch führen und war auf die Verkaufsangaben von Vee-Jay angewiesen. Der erste Testfall Venus in Blue Jeans verkaufte 1,5 Millionen Exemplare, doch Vee-Jay bestritt diese Zahl und leitete geringere Verkaufserlöse weiter. Vee-Jay überwies auch nicht die Erlöse von neuen lokalen Vertriebsfirmen, während die alten Vertriebsfirmen nicht mehr zahlten, weil sie Ace schon in der Krise vermuteten. Obwohl Vee-Jay einen eigenen erfolgreichen Katalog vermarktete, ging das Label aus Chicago noch während der Vertragslaufzeit – bedingt durch Veruntreuungen – im Mai 1966 in Konkurs. Das chronisch unterkapitalisierte Label hinterließ Vincent Schulden in der Größenordnung von etwa $ 650.000 gegenüber lokalen Vertriebsfirmen. Davon konnte sich das kleine Label Ace nicht mehr erholen. Vincent versuchte mit allen Mitteln, das Label zu halten, doch 1970 musste er Konkurs anmelden. Zwei Versuche, das Label zu revitalisieren, schlugen 1971 und 1974 fehl. Der Ace-Katalog ging schließlich im Jahre 1997 an das britische Westside-Label.

## Statistik
Das Label Ace Records gehörte mit einem Katalog von knapp 200 Singles zu den kleinen Labels, konnte jedoch die Fachwelt mit einigen Crossover-Hits und Millionensellern überraschen. Insgesamt kamen 15 Hits in die US-Pop-Charts. Für den einstigen Labelboss Johnny Vincent sind BMI zufolge 59 Kompositionen registriert. Er starb im Alter von 74 Jahren in seiner Heimatstadt Jackson, Mississippi.